# Martin Schaffner (Historiker)
Martin Schaffner (* 2. Mai 1940 in Basel) ist ein Schweizer Historiker.

## Leben
Schaffner studierte Geschichte, Anglistik und Germanistik an den Universitäten Basel und London. Er promovierte 1970 an der Universität Basel. Daneben und danach wirkte er als Lehrer auf der Gymnasialstufe und als Assistent am Historischen Seminar der Universität Basel. 1973/74 absolvierte er ein Nachdiplomstudium an der École des Hautes Études en Sciences Sociales in Paris, 1976 war er Visiting Scholar an der Graduate School of Michigan. 1979 wurde Schaffner an der Universität Basel habilitiert. Seit 1984 war er dort Dozent und ab 1986 vollamtlicher ausserordentlicher Professor. 1997 wurde er ordentlicher Professor für Neuere Allgemeine Geschichte. 2000/2001 stand er als Dekan der Philosophisch-Historischen Fakultät vor. Am 1. Oktober 2005 wurde Schaffner emeritiert.
Seine Forschungsschwerpunkte sind die Demokratiegeschichte Europas im 19. Jahrhundert, die Geschichte der Talschaft Urseren sowie die Historiographie Irlands. 1994 wurde Schaffner Mitherausgeber der Zeitschrift Historische Anthropologie; später wechselte er in deren wissenschaftlichen Beirat.

## Schriften

### Monographien
- Die Basler Arbeiterbevölkerung im 19. Jahrhundert. Beiträge zur Geschichte ihrer Lebensformen (= Basler Beiträge zur Geschichtswissenschaft. Bd. 123). Helbing und Lichtenhahn, Basel/Stuttgart 1972, ISBN 3-7190-0516-X (zugl. Dissertation, Universität Basel, 1972).
- Die demokratische Bewegung der 1860er Jahre. Beschreibung und Erklärung der Zürcher Volksbewegung von 1867 (= Basler Beiträge zur Geschichtswissenschaft. Bd. 146). Helbing und Lichtenhahn, Basel/Frankfurt am Main 1982, ISBN 3-7190-0800-2.
- (mit Manfred Hettling, Mario König, Andreas Suter, Jakob Tanner) Eine kleine Geschichte der Schweiz. Suhrkamp, Frankfurt am Main 1998, ISBN 3-518-12079-4.
- Furcht vor dem Volk. Schwabe Verlag, Basel 2020, ISBN 978-3-7965-4003-5 (Aufsatzsammlung).

### Herausgeberschaften
- Brot, Brei und was dazugehört. Über sozialen Sinn und physiologischen Wert der Nahrung. Chronos, Zürich 1992, ISBN 3-905278-93-6.
- (mit Stefan Nellen und Martin Stingelin) Paranoia City. Der Fall Ernst B. – Selbstzeugnis und Akten aus der Psychiatrie um 1900. Schwabe, Basel 2006, ISBN 978-3-7965-2275-8.
- (mit Hans Medick) Historische Anthropologie. Kultur. Gesellschaft. Alltag. Jahrgang 16, Heft 3. Böhlau, Wien/Köln/Weimar 2008.

### Aufsätze (Auswahl)
- Das Verhältnis von Irland zu England zwischen 1800 und 1850. Modellfall einer Abhängigkeit? Überlegungen zur Grossen Hungersnot (1845–1849). In: Schweizerische Zeitschrift für Geschichte. Jg. 33 (1983), Heft 3, S. 297–312 (Digitalisat in E-Periodica).
- Geschichte des politischen Systems von 1833–1905. In: Lukas Burckhardt, René L. Frey, Georg Kreis (Hrsg.): Das politische System Basel-Stadt. Geschichte, Strukturen, Institutionen, Politikbereiche. Helbing und Lichtenhahn, Basel/Frankfurt am Main 1984, S. 37–53.
- Fragemethodik und Antwortspiel. Die Enquête von Lord Devon in Skibbereen, 10. September 1844. In: Historische Anthropologie. Jg. 6 (1998), H. 1, S. 55–75.